# Captain Underpants – Der supertolle erste Film
Captain Underpants – Der supertolle erste Film (Originaltitel: Captain Underpants: The First Epic Movie) ist eine US-amerikanische computeranimierte Filmkomödie von DreamWorks und Scholastic Entertainment, basierend auf der Superhelden-Kinderbuchserie Käpt'n Superslip (Ueberreuter) oder Captain Underpants (Panini) (englisch für „Kapitän Unterhose“) von Dav Pilkey. Die Regie führte David Soren, als Stimmen wurden Ed Helms, Kevin Hart, Thomas Middleditch, Nick Kroll und Jordan Peele verpflichtet. Der Film hatte seinen Kinostart am 1. Juni 2017. Am 2. Juni 2017 kam er im Verleih von 20th Century Fox in den Vereinigten Staaten in die Kinos. Der deutsche Kinostart fand am 12. Oktober 2017 statt.

## Handlung
George und Harold sind Klassenkameraden in der 4. Klasse der Jerome Horwitz Elementary School und meistern mit viel Spaß und Fantasie ihren Schulalltag. Sie spielen viele Streiche, weshalb sie vor allem bei dem sadistischen Rektor Benjamin „Benny“ Krupp gefürchtet sind. Neben der Schule zeichnen George und Harold Superheldencomics. Einer der Superhelden ist „Captain Underpants“, ein Held vom Unterhosenplaneten, der als Kind auf die Erde kam und von Delfinen aufgezogen wurde.
Als Krupp die beiden Freunde wieder bei einem Streich erwischt hat und beide in unterschiedliche Klassen stecken möchte, wird er von ihnen hypnotisiert und somit zu „Captain Underpants“. Zeitgleich kommt ein neuer und strenger Lehrer an die Schule, der das Lachen aus der Welt eliminieren will, da er ständig aufgrund seines Nachnamens „Pipipups“ Lachanfälle bei den Menschen, vor allem bei Kindern, auslöst. Während „Captain Underpants“, verkleidet als Rektor, nun spaßige Aktionen wie ein Furzkissen-Orchester oder eine Kirmes auf dem Schulgelände veranstaltet, baut Professor P. an neuen Apparaturen, um endlich das Lachen zu vernichten. Zusammen mit dem Klassenstreber Melvin konstruiert er eine riesenhafte Apparatur, die über starke Bestrahlung das Lachzentrum im Gehirn der Kinder eliminieren kann. Bei George und Harold jedoch ist diese Hirnregion so ausgeprägt, dass sie selbst die stärkste Bestrahlung mit Mühen überstehen können und nicht zuletzt mit Hilfe des „Captain“ den Superschurken überwältigen können, der schließlich miniaturisiert flüchten kann. Zuletzt verkuppeln sie Rektor Krupp mit seiner angebeteten Kantinenhilfe Edith.

## Produktion
Am 20. Oktober 2011 wurde berichtet, dass sich DreamWorks die Rechte gesichert hat, auf Grundlage der Kinderbuchserie Captain Underpants einen Film zu realisieren. Zwei Jahre später konkretisierten sich die Pläne: Es wurde bekanntgegeben, dass Rob Letterman Regie führen und Nicholas Stoller das Drehbuch verfassen wird. Letterman und Stoller hatten bereits beim Film Gullivers Reisen (2010) zusammengearbeitet. Im Januar 2014 wurden die Synchronsprecher mitgeteilt.
Bereits im Frühjahr 2015 wurde Captain Underpants aufgrund von Umstrukturierungen bei DreamWorks an das Animationsstudio Mikros Image in Montreal, Kanada ausgelagert, um Kosten zu sparen. Es wurde daher erwartet, dass der Look des Films von den vorhergehenden DreamWorks-Filmen abweichen wird. Im Februar 2015 wurde berichtet, dass Letterman das Projekt verlassen hat und durch David Soren ersetzt wurde, der bereits bei Turbo (2013) Regie geführt hatte.

## Veröffentlichung
Im Juni 2014 erhielt der Film zunächst den 13. Januar 2017 als Startdatum. Der später festgelegte Veröffentlichungstermin am 10. März 2017 wurde im September 2015 von The Boss Baby übernommen, sodass Captain Underpants auf den 2. Juni 2017 verschoben wurde. Captain Underpants war der letzte DreamWorks-Film, der von 20th Century Fox verliehen wurde. Als Filmverleiher der folgenden Filme wird Universal Pictures fungieren, nachdem DreamWorks von Universal übernommen wurde. In Deutschland kam der Film am 12. Oktober 2017 in die Kinos.